# Salts al Campionat del Món de natació de 2015 – 1 metre trampolí masculí
La prova de 1 metre trampolí masculí es va celebrar entre el 24 i el 27 de juliol de 2015 a Kazan, Rússia.

## Resultats
La preliminar es va celebrar el dia 24 a les 15:00 i la final el dia 27 a les 15:00.

   *   Classificats
| Posició | Saltador              | País                 | Preliminar | Preliminar | Final  | Final   |
| Posició | Saltador              | País                 | Punts      | Posició    | Punts  | Posició |
| ------- | --------------------- | -------------------- | ---------- | ---------- | ------ | ------- |
| 1       | Xie Siyi              | R.P. de la Xina      | 404.40     | 2          | 485.50 | 1       |
| 2       | Illya Kvasha          | Ucraïna              | 402.60     | 3          | 449.05 | 2       |
| 3       | Michael Hixon         | Estats Units         | 373.85     | 9          | 428.30 | 3       |
| 4       | Jahir Ocampo          | Mèxic                | 412.70     | 1          | 427.35 | 4       |
| 5       | Oleg Kolodiy          | Ucraïna              | 361.55     | 12         | 423.50 | 5       |
| 6       | Kristian Ipsen        | Estats Units         | 400.75     | 4          | 420.65 | 6       |
| 7       | He Chao               | R.P. de la Xina      | 394.95     | 5          | 415.50 | 7       |
| 8       | Constantin Blaha      | Àustria              | 383.30     | 6          | 404.40 | 8       |
| 9       | Woo Ha-ram            | Corea del Sud        | 378.60     | 7          | 399.55 | 9       |
| 10      | Matthieu Rosset       | França               | 369.15     | 10         | 392.65 | 10      |
| 11      | Rommel Pacheco        | Mèxic                | 376.10     | 8          | 390.95 | 11      |
| 12      | Sebastián Morales     | Colòmbia             | 363.70     | 11         | 387.35 | 12      |
| 13      | Rafael Quintero       | Puerto Rico          | 354.60     | 13         |        |         |
| 14      | Oliver Homuth         | Alemanya             | 353.00     | 14         |        |         |
| 15      | Yauheni Karaliou      | Belarús              | 352.70     | 15         |        |         |
| 16      | Giovanni Tocci        | Itàlia               | 348.80     | 16         |        |         |
| 17      | Ilya Molchanov        | Rússia               | 343.05     | 17         |        |         |
| 18      | Evgenii Novoselov     | Rússia               | 337.15     | 18         |        |         |
| 19      | Yona Knight-Wisdom    | Jamaica              | 335.95     | 19         |        |         |
| 20      | Andrea Chiarabini     | Itàlia               | 334.10     | 20         |        |         |
| 21      | Timo Barthel          | Alemanya             | 324.35     | 21         |        |         |
| 22      | Kim Yeong-nam         | Corea del Sud        | 317.20     | 22         |        |         |
| 23      | Guillaume Dutoit      | Suïssa               | 311.55     | 23         |        |         |
| 24      | Liam Stone            | Nova Zelanda         | 310.25     | 24         |        |         |
| 25      | Nicolás García        | Espanya              | 310.00     | 25         |        |         |
| 26      | James Denny           | Regne Unit           | 309.60     | 26         |        |         |
| 27      | Emadeldin Abdellatif  | Egipte               | 309.45     | 27         |        |         |
| 28      | Jouni Kallunki        | Finlàndia            | 296.60     | 28         |        |         |
| 29      | Héctor García         | Espanya              | 294.55     | 29         |        |         |
| 30      | Espen Bergslien       | Noruega              | 292.55     | 30         |        |         |
| 31      | Adityo Putra          | Indonèsia            | 288.05     | 31         |        |         |
| 32      | Arturo Valdes         | Cuba                 | 283.35     | 32         |        |         |
| 33      | Frandiel Gómez        | República Dominicana | 282.35     | 33         |        |         |
| 34      | Miguel Reyes          | Colòmbia             | 277.80     | 34         |        |         |
| 35      | Jesús Liranzo         | Veneçuela            | 256.45     | 35         |        |         |
| 36      | Tri Anggoro Priambodo | Indonèsia            | 249.55     | 36         |        |         |
| 37      | Abdulrahman Abbas     | Kuwait               | 243.00     | 37         |        |         |
| 38      | Mirzokhid Mirkarimov  | Uzbekistan           | 234.15     | 38         |        |         |
| 39      | Youssef Ezzat         | Egipte               | 233.35     | 39         |        |         |
| 40      | Hasan Qali            | Kuwait               | 192.90     | 40         |        |         |